# The Sun (Band)

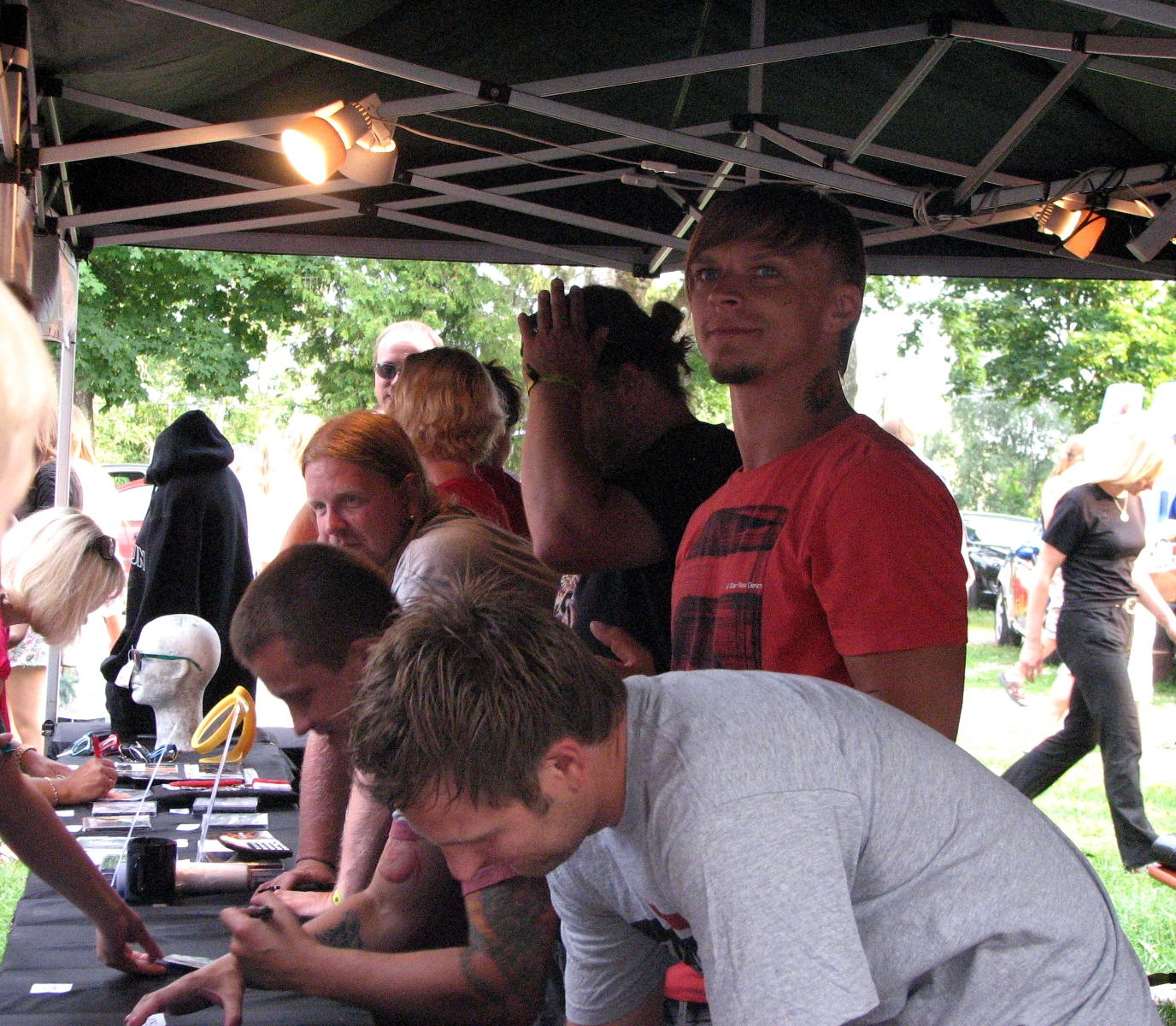
Mitglieder der Band The Sun 2010

The Sun ist eine estnische Band des Sängers und Eurovision-Song-Contest-Gewinners Tanel Padar.

## Bandmitglieder
- Tanel Padar (Gesang, Gitarre)
- Danel Pandre (Bass)
- Meelis Tauk (Gitarre)
- Kaspar Kalluste (Schlagzeug)
- Tomi Rahula (Keyboard)

## Diskografie

### Alben
- The Greatest Hits (2005)
- Veidi valjem kui vaikus (2005)
- 100% Rock'n'Roll (2006)
- LIVE CD & DVD (2006)

### Singles
- Welcome to Estonia (2004)
- Kuu on Päike (2005)
- Nagu Merelaine (2005)
- Tüdrukune (2006)
- Milles on Asi (2006)
- Võta Aega (2006)
- Hopelessness You / Lootusetus (2006)
- Pidu Läheb Käima feat. Gerli Padar(2007)
- To Hurt Somebody / Nii Siis Jääbki (2007)
- Mida sa Teed / One of Those Days (2007)